# NGC 1824
NGC 1824 è una galassia a spirale barrata situata nella costellazione del Dorado, a una distanza di circa 41 milioni di anni luce dalla nostra Via Lattea.

## Scoperta
La galassia è stata scoperta il 26 dicembre 1834 dall'astronomo britannico John Herschel.

## Descrizione
NGC 1824 ha una classe di luminosità V e presenta una larga riga a 21 cm dell'idrogeno neutro.

## Gruppo di NGC 1672
NGC 1824 fa parte del Gruppo di NGC 1672, un raggruppamento che comprende almeno 9 membri. Le altre galassie che compongono il gruppo sono NGC 1672, NGC 1688, NGC 1703 oltre alle galassie del catalogo ESO 85-14, 85-30, 118-34, 119-16 e 158-3.
Anche il sito "Un Atlas de l'Univers" di Richard Powell menziona l'esistenza del gruppo, ma vi include solamente le galassie del New General Catalogue, a cui aggiunge però NGC 1824.